# Lidija Ponomarenko
Lydia Antonovna Ponomarenko (1922. február 16., Artemovsk - 2013. december 3., Kijev) ukrán helytörténész, Kijev és Ukrajna történésze, a történelmi topográfia és a városi helynévtár kutatója, a kijevi utcanevek enciklopédikus jegyzékének társszerzője. 

## Életrajz
Egy, az Artyom bányában család gyermekeként született. 1939-ben végzett a krasznodoni középiskolában, majd 1949-ben diplomázott a Moszkvai Geodéziai, Légifényképészeti és Térképészeti Mérnöki Intézetben, légifotózási és geodéziai mérnökszakon. Szakterületén dolgozott Novošahtinszkban.
1959-től kezdve Kijevben élt, dolgozott. A Kijevi Egyetem Légi Módszerek Laboratóriumának alkalmazottja volt, különböző intézményekben szolgált, geodéziával és topográfiával foglalkozott. 1967 és 1970 között a Tudományos és Műszaki Információs Intézet kutatója volt. 
1970-től kezdve foglalkozott professzionálisan történeti topográfiával és térképészettel. Az Ukrán SSR Tudományos Akadémia Történettudományi Intézetének vezető mérnök-kartográfusa volt 1970-től 1982-ig. Számos tervet és leírást tanulmányozott különböző korok ukrán városairól, elsősorban Kijevről. Az általa vizsgált anyagok közül sokat fedeztek fel és vezettek be először tudományos forgalomba. Leningrádban megtalálták Makszim Berlinszkij "Kijev városának története..." című könyvének kéziratát, amely elveszettnek számított. 
Az 1960-as évektől kezdve tanulmányozta Kijev helynevét, kiterjedt kartotékot állított össze a városnév-történetről. Számos leletet publikált tudományos publikációkban és folyóiratokban (összesen több mint 300 publikáció, köztük a Vechirniy Kiev, a Khreschatyk és a Janus-Nerukhomist újságokban). A kartoték anyagait és műveit átadta az Ukrán Nemzeti Könyvtárnak. 
Számos tudományos konferencia résztvevője volt. A sajtóban, a rádióban és a televízióban aktívan kiállt a történelmi helynév megőrzéséért, Kijev és Ukrajna kulturális örökségének védelmében. Az Ukrán Történelmi és Kulturális Műemlékvédelmi Társaság Főtanácsának tagja volt. Hosszú ideig vezette a tudomány és technológia műemlékeinek kijevi részlegét; együttműködött az Ukrán Nemzeti Tudományos Akadémia Műemléktudományi Központjával.
1970-től a városi nevekkel és emlékezetes táblákkal foglalkozó bizottságának tagja, számos kijevi helynév bevezetésének és újjáélesztésének kezdeményezője. Élete utolsó éveiben a bizottság tiszteletbeli tagja volt.
A "Kijev" enciklopédikus kézikönyvben a város helynevére vonatkozó anyagok szerzője. 1995-ben társszerzőként elkészítette a kijevi utcanevek teljes enciklopédikus kézikönyvét.
Kijevben halt meg. Élete utolsó hónapjaiban egy baleset miatt bekövetkezett csípőízületi törés miatt ágyhoz kötött életet élt. Letki község temetőjében temették el.

## Fordítás
Ez a szócikk részben vagy egészben  a   Lidiya Ponomarenko című angol Wikipédia-szócikk ezen változatának fordításán alapul.  Az eredeti cikk szerkesztőit annak laptörténete sorolja fel. Ez a jelzés csupán a megfogalmazás eredetét és a szerzői jogokat jelzi, nem szolgál a cikkben szereplő információk forrásmegjelöléseként.

## Könyvek és főbb kiadványok
- Kijev város tervei a XVII–XIX. mint történelmi forrás // Kyivska starovyna. – 1972. — 62–69. o. (Ukrán)
- Kijev helyrajzi leírásai a 18. század végén és a 19. század elején. // Történeti tanulmányok. A szülőföld története. – 8. szám. - Kijev, 1982. — 39–42. o. (Ukrán)
- Kijev földrajzi, topográfiai és egyéb hivatalos leírásai a 18. század második felében és a 19. század elején. // Kijev az Ukrán SSR Tudományos Akadémia Központi Tudományos Könyvtárának alapjaiban. - Kijev: Naukova dumka, 1984. — 62–83. o.
- A 18. század és a 19. század első felének tartományainak hivatalos leírásai // Ukrajna kéziratos és könyves öröksége. – 1. szám. - Kijev, 1993. — 59–69. o. (Ukrán)
- Kijev utcái: Kézikönyv / Szerk. AV Kudrytskyi / Ref. AV Kudrytskyi, LA Ponomarenko, OO Riznyk. – Kijev: Ukrán enciklopédia, 1995. (Ukrán)
- Portré a háttérben Kijev. - Kijev, 2002. (Cikkek, bibliográfia).
- (Ponomarenko LA, Riznyk OO) Kijev: Rövid helynévjegyzék. - Kijev, 2003. (Ukrán)
- (Ponomarenko L., Serenkov L.) Kijev. Történelem földrajzi nevekben. - Kijev, 2007. (Ukrán)
- Lidia Antonivna Ponomarenko - történész, kijevi szakértő, helynévíró: Biobibliográfiai index. – Kijev: 2012. (Ukrán)
- Térképek és tervek Lydia Ponomarenko forrástanulmányaiban (az NBU VI Vernadszkij Kéziratos Intézetének térképészeti forrásainak leírásával, valamint Ukrajna történetének térképeivel és terveivel az orosz levéltári és kéziratos gyűjteményekben található információk mellékletével) / szerző : AV Pivovar – K .: Akademperiodika, 2012. – 668 o.